# マンダン・ヒダーツァ・アリカラ・ネーション
マンダン・ヒダーツァ・アリカラ・ネーション (Mandan, Hidatsa, and Arikara Nation、略称：MHA Nation) はインディアン部族の「マンダン族」、「ヒダーツァ族」、「アリカラ族」の近親三部族からなる自治体で、ノースダコタ州の「フォートベルトホールド保留地」にあり、これら三部族は「ミズーリ三大提携部族」と呼ばれる。
伝統住居は「アース・ロッジ」という巨大な土小屋で、「ウィグワム」や「ティピー」を併用した。ミズーリ川下流域でトウモロコシなどを栽培し、バッファローを狩る半農半狩猟民だった。彼らはすぐれた農業と交易の文化を持っており、インディアンを野蛮人とみなしていた白人を驚かせた。

## 各民族

### マンダン族
天然痘で壊滅状態となる1837年までは「ヌマカキ族」（「人間」の意）と呼ばれた。1937年以後は「マンダン」または「メチュタハンケ」と名乗るようになった。「マンダン」はダコタ・スー族による呼び名で、スー族からは「マワタニ族」とも呼ばれた。

### ヒダーツァ族
「ヒダーツァ」は「柳」の意味。「ミニタリ族」（マンダン族の言葉で「水を纏う者」）ともいう。白人交易者からは「グロー・バントル族」と呼ばれた。

### アリカラ族
「アリカラ」は「鹿の角」の意味。「アリカリー族」、特に「リー族」と呼ばれる。
彼ら自身の呼び名は「タニシュ」、または「サニシュ」で、どちらも「人間」という意味。ルイスとクラークは彼らの自称として、「スター・ラー・ヘ」の呼称を記録している。
1823年ミズーリ川近くでアリカラ族の領地を侵犯した毛皮捕獲業者をアリカラ族が襲撃したことをきっかけとして、アメリカ陸軍のヘンリー・H・レヴェンワース大佐が率いる230人の兵士と750人のダコタ族との間に戦が起こった。ダコタ族などのスー族とアリカラ族は宿敵同士だった。

## MHAの成り立ち

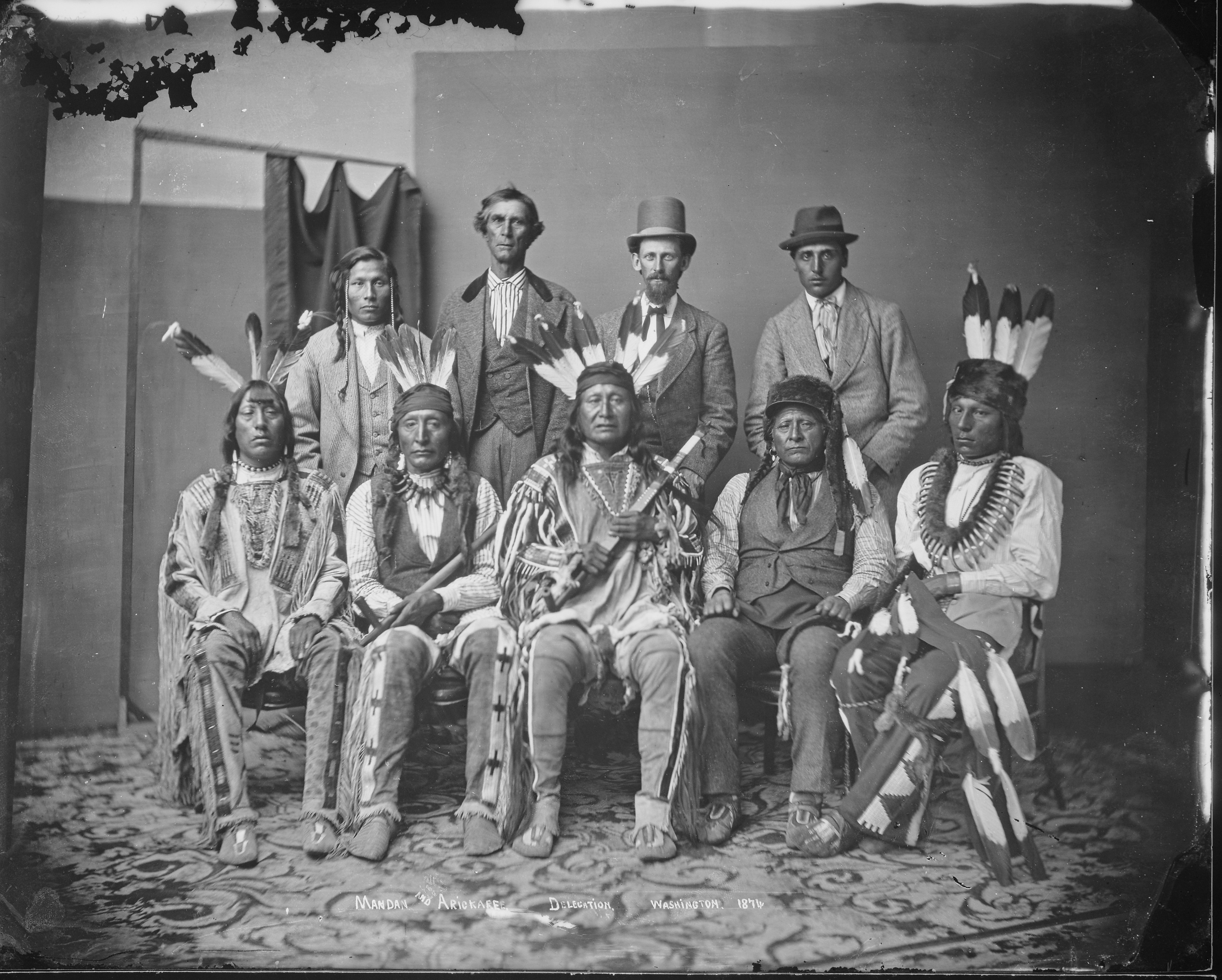
3人の白人とともにワシントンを訪問したマンダン、アリカラ族の6人の代表団（1874年）

アリカラ族は敵対部族のスー族に対抗して「インディアン斥候」として部族単位でアメリカ陸軍に雇われ、「インディアン戦争」で白人側に付いた。また、ミズーリ川下流域の彼らの集落は、19世紀に白人との交易の中心地として重要なポイントとなったが、農耕と狩猟を分業する半定住民の生活は、白人とあまりにも距離を持ち過ぎてしまった。このために疫病の影響をもろに受けることとなり、1837年に白人の持ち込んだ天然痘の流行によって3部族はほぼ壊滅状態となってしまった。
アメリカ合衆国連邦政府は1870年に「フォートベルトホールド保留地」を設定。近縁部族であるこの三部族をひとつの保留地にまとめて強制移住させ、「三大提携部族（Three Affiliated Tribes）」と呼んだ。
現在、保留地のほとんどはガリソンダム建設により伴い水没。水利用も制限されたことから農業基盤は壊滅状態となっており、最期の命綱として「インディアン・カジノ」が開設運営されて、ほぼ唯一の産業となっている。
また、「三大提携部族」は非営利団体「部族相互野牛協同組合（ITBC）」の会員となっており、保留地に「バッファロー牧場」を設営し、その繁殖育成に取り組んでいる。